# مهندس طيران

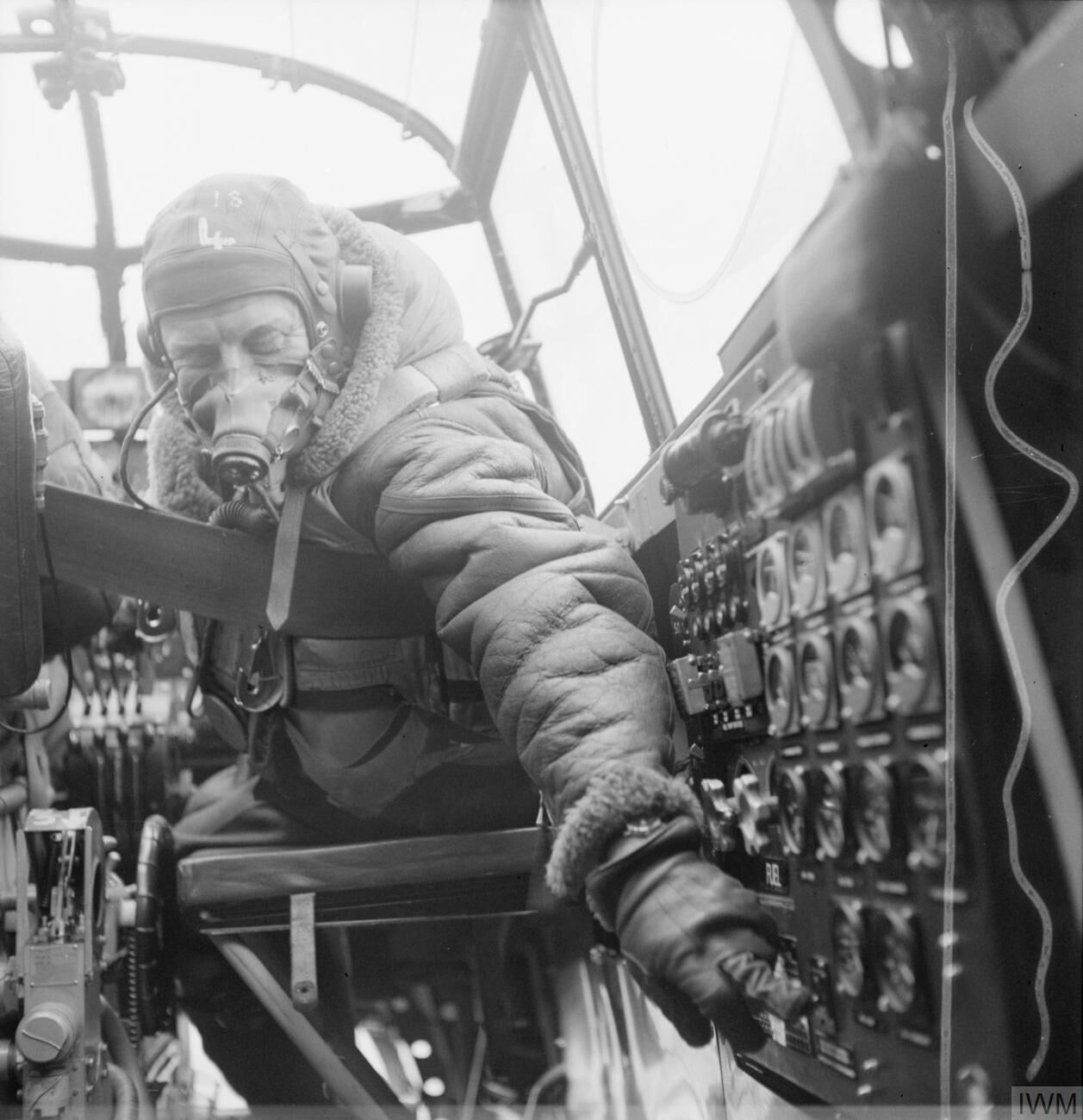

مهندس الطيران  هو أحد العاملين في مجال الطيران، وهو أحد طاقم الطيران لبعض الطائرات.
طاقم الطيران مكون من طيارين و[[ضيافه جوية بالقرب من المطار أو داخله وكذلك الأطقم الأرضية المختلفة كل في مجاله لكن لم نشاهد أو نلاحظ أبدا مهندس الطيران بالقرب أو في داخل صالة الوصول أو السفر وذلك لأننا كمهندسين طيران نكون في هذا الوقت متواجدين على متن طائراتكم وقبل وصولكم إليها للتأكد من أن طائراتكم صالحة للطيران بأمان طبقاً للمعاير الدولية محققين في ذلك أقصى درجات الراحة والاستمتاع على متن رحلتكم عن طريق اختبار المعدات والأجهزة المعدة لذلك والتأكد من عملها بصورة جيدة.
حيث يتم هذا في إطار من الإتقان والسرعة وإدارة وتنظيم بارع للوقت الذي ينعكس بصورة إيجابية في إقلاع الطائرة في الموعد المحدد ووصولها إلى الواجهة المحدده لتمكنكم من مواصلة دراستكم العلمية إلى الخارج وتمكين رجال الأعمال من الوصول لأجتماعاتهم في الدول المختلفة في الميعاد المحدد لتوقيع عقود بملايين الدولارات وتخفيف المعاناة عن المرضى الذين يتلقون العلاج في الخارج عن طريق تمكينهم من الوصول في مواعيدهم المحدده إلى وجهتهم المطلوبة عن طريق معالجة المشاكل الهندسية والفنيه في الطائرة إن وجدت في أسرع وقت طبقاً للمواصفات العالمية وتسليمها لطاقم القيادة ومن ثم لكم في الميعاد المحدد أو في أسرع وقت ممكن.
بصفة أساسية ودائمة لا تقلع أي طائرة أو رحلة طيران إلا بعد أن يقوم مهندس الطيران بالفحوصات اللازمة طبقاً للشركه المصنعة للطائرة ويقوم مهندس الطائرة بنفسه بالتوقيع أوالإمضاء باسمه ورقم رخصته على أن الطائرة صالحة للطيران بأمان في كتاب أو دفتر صلاحية الطائرة حيث أن كل رحله لها ورقه في هذا الكتاب وبدون هذا التوقيع لا تقلع الطائرة طبقاً لقوانين الطيران المدنى المصري وقوانين الطيران العالمية لأنه بباسطه هذا التوقيع هو شهاده من المهندس أن الطائرة صالحة للطيران فبدونه تعتبرالطائرة غير صالحة لعدم وجود هذه الشهادة التي سوف يحاسب عليها قانونياً وجنائياً إذا اقتضى الأمر لذلك.
وبجانب توقيع المهندس في كتاب الطائرة قبل كل رحله.فإنه في حالة وجود عيب بالطائرة سواء قام المهندس باكتشافه أثناء الكشف المعتاد أو حدث هذا العطل أثناء الطيران في الجو وقام الطيار بإبلاغه للمهندس.في كلتا الحالتين المهندس هو الذي يقوم بتقييم العيب واكتشافه وكيفية إصلاحه وتقييم الوقت الذي يستغرقه لكي يتم إصلاح هذا العيب ثم يقوم بإبلاغ الفنى بطريقة إصلاح العيب ويقوم المهندس بمتابعة الفنى أثناء أداء عمله المكلف به ثم بعد أن ينتهى الفنى من العمل المكلف به يقوم المهندس بالفحص الأخير ليتأكد من أن العمل قد تم إنجازه بدقه طبقاً لمعاير الأمان العالمية قبل التوقيع على صلاحية هذا العمل ثم توقيع صلاحية الطائرة بشكل كامل لتكون جاهزه للطيران بعدها.

## المخاطر
مهندس الطيران بطبيعة عمله المرتبطة برحلات الطيران فهو يعمل ليلاً ونهاراً على مدار 24 ساعه بنظام المناوبة وبطبيعة تواجده في المهبط أثناء فحصه للطائرة قبل الإقلاع فهو عرضه للظروف الجوية القاسيه كالأمطار والعواصف الرمليه وغيرها وعرضه لمخاطر أخرى أثناء تواجده تحت الطائرة.

## مهندس الطيران واقتصاد الدولة المتمثل في اقتصاد شركات الطيران
مجال الطيران بطبيعته يمثل جزء كبير من عائد الدخل القومى لأى دوله لارتباطه الوثيق بسوق وصناعة السياحة ومهندس الطيران بطبيعته مثله مثل أي مهندس لابد أن يراعى الجانب الاقتصادى في عمله حيث أنه من المعروف في عالم شركات الطيران أن صيانة الطائرة لها دور مهم عند حساب أرباح أي شركة طيران وأن وجود الطائرة على الأرض بدون طيران يمثل خساره اقتصاديه كبيره وربح مفقود وأن هذه الخسارة تقاس بعدد الساعات التي تظل الطائرة فيها على الأرض.
ومن أحد الأسباب وأهمها والتي تمنع الطائرة من الطيران هو وجود عطل أو خلل فني بالطائرة.فماذا لو لم يتمكن مهندس الطائرة من اكتشاف العطل بسرعه والعمل على إصلاحه فهذ يعنى أن هناك ساعات كثيره تفقدها الطائرة على الأرض بدون طيران.علاوة على المسئولية الكاملة الملقاة على عاتق شركة الطيران تجاه المسافرين على متن هذه الطائرة سواء بتوفير طائرة أخرى من نفس الشركة أو تأجير طائرة أخرى من أي شركه طيران أخرى أو الحجز لجميع الركاب المقرر سفرهم على متن هذه الطائرة التي يوجد بها عيب فنى في أحد الفنادق حتي الانتهاء من إصلاح هذا العطل وإعطاء الطائرة الصلاحية للسفر وهذه تكلفه أخرى تلقى على عاتق شركة الطيران.
علاوة على التأخير الذي يؤثر على سمعة الشركة لأنه ومن المعروف أن أحد المقايس المهمة لتقييم أي شركة طيران هو انتظام رحالاتها.وماذا أيضاً لو كان المهندس قد حدد العطل خطأ وتم شراء قطعة الغيار الخطأ بملايين الجنيهات فهذه خساره أخرى على الجانب الأخر ومن هنا كانت هذه السنوات الطويلة من تدريب مهندس الطيران والاهتمام به كأحد الأركان المهمة في صناعة الطيران وثروه لأي شركة طيران فهو وبلا شك عصب مهم في الطيران المدنى.

## الدراسة
- هندسة الطيران هي العلم، أو العملية، المتبع لتصميم طائرة أو أي آلة طائرة تستطيع الطيران ضمن نطاق الغلاف الجوي. ولهندسة الطيران أربعة مباحث (مواضيع) رئيسية لابد لمهندس الطيران الإلمام بها في المرحلة الأساسية والتخصص الدقيق بإحداها في المراحل المتقدمة، هذه المباحث هي:
- ديناميكا هوائية وهو العلم الذي يعنى بدراسة التصميم الخارجي للطائرة ككل، وكذلك أجزائها، كالذيل والجناح، لتتمكن الطائرة من توليد قوة الرفع اللازمة لرفعها من على الأرض وجعلها تطير بسهولة ويسر في الهواء. وهذا العلم تحته أفرع متعددة لدراسة قوى الهواء، منها التيارات الهوائية اللزجة وهي التي تكون كثافة الهواء فيها متغيرة باستمرار وذلك يكون في السرعات العالية جدا، وكذلك التيارات الهوائية الغير لزجة - ويسمى هذا المجال تحديدا بميكانيكا الموائع.

2- هندسة التحكم والاستقرار وهو العلم الذي يعنى بدراسة كيفية التحكم بالطائرة والحفاظ عليها مستقرة وهي تحت تأثير قوى الهواء الخارجية. من أفرع هذا العلم، الاستقرار السكوني الذي يدرس استقرار الطائرة وهي متزنة سكونيا، وكذلك الاستقرار الحركي (Dynamic Stability).
3- علم أنظمة الدفع وهو العلم الذي يدرس تصميم وإنتاج محرك (مروحي أو نفاث) يعمل على توفير القوة الدافعة اللازمة لدفع الطائرة في الهواء. من أسس هذا العلم دراسة الديناميكا الحرارية وديناميكا الغازات والخواص الكيمائية للمنتجات البترولية للاستفادة منها في تصنيع وتطوير أنواع لوقود الطائرات.
4- هندسة الإنشاءات والهياكل وهو العلم الذي يعنى بتصميم وإنتاج هياكل وإنشاءات الطائرة وجعلها قوية كفاية لتتمكن من مقاومة الرياح المستعرضة لها في الجو، والتركيز على استخدم مواد لا تضيف وزنا زائدا على وزن الطائرة الكلي. من أفرع هذا العلم، الإنشاءات الرقيقة الجدار (Thin-Walled Structres) والإنشاءات الشبكية (Truss Structres).
5- علم إلكترونيات الطيران Avionics وهو العلم الذي يعنى بإلكترونيات الطيران والطيار الآلي وأنظمة الملاحة والرادار والاتصالات والإضاءة.

## تطبيقات الفضاء
أما بالنسبة للمقارنة بين هندسة الطيران وهندسة الفضاء، فهندسة الطيران سبق تعريفها وهندسة الفضاء تعرف على أنها العلم الذي يعنى بدراسة وتصميم وتصنيع المركبات التي تطير خارج الغلاف الجوي، أي في الفضاء الخارجي. من تطبيقات هندسة الفضاء بناء الصواريخ الدافعة للفضاء والمحطات الفضائية وكذلك بناء الأقمار الاصطناعية. ومن التعريفين السابقين يتبين للقارئ الفرق بين هندسة الطيران وهندسة الفضاء وهما مكملان لبعضهما البعض بل إن الأساس هو هندسة الطيران الذي مكن الإنسان من التحليق في الهواء ثم بني على هذا العلم (هندسة الطيران) علم هندسة الفضاء الذي مكن الإنسان من اقتحام الفضاء وسبر آفاقه.

## مجالات العمل
1 - مجال تصميم وتصنيع الطائرات
طبعاً هذا المجال غير موجود في بلادنا، ولو وجد فلن يبقى مهندس طيران في غير هذا المجال، لأنه مجال ضخم ويحتاج لمئات المهندسين وعشرات الأقسام لكل قسم تخصصه ومهامه، فالطائرة كما يقال - مدينة ضخمه تطير
2- مجال تصميم وتصنيع المحركات ((هندسة المحركات)) Decay stage
وفي هندسة الطيران يتعمق الطالب في دراسة التوربينات وأنوعها الكثيرة... إذا من مجالات مهندس الطيران، العمل في صيانة الآلات الحرارية، والتوربينات البخاريه في محطات توليد الطاقة الكهربائية سواء كان مصدر الحرارة وقود نووى أوغيره مثل شركات البترول وغيرها.... الخ
3- من مجالات مهندس الطيران الطبيعية
صيانة الطائرات مثل مهندسين الخطوط أو الهناجر...أو العمرات من محركات أو وحدات مثلاً، كذلك مثل شركة (مصر للطيران للصيانة والأعمال الفنية أو شركة قنتاس الأستراليه وشركة المكملة - في جدة)
4- من مجالات مهندس الطيران، ((اختبار الطيران))
فيوجد رحلات لاختبارات الطائرات يتوجب وجود مهندسو الطيران فيها فهم الأقدر على فهم الطائرة وحسن التصرف
5- من مجالات مهندس الطيران، العمل في محطات توليد القوى
حيث أهم جزء هو (التوربينه) بالإضافة إلى مصدر توليد الحرارة (الغلايات)
6- كثير جداً من مهندسي الطيران ينخرطون في القوات المسلحة
وخاصة في صيانة الهليكوبتر، والصواريخ ومحركات الطائرات النفاثة.
7- هندسه هياكل الطائرات
وبالذات فيقسم أساسي ورئيسي ويأتي الرديف الثاني لهندسه المحركات بحيث أن قسم صيانة الهياكل يتألف من صيانة لجسم الطائرة من الداخل والخارج ((الهيكل - الأجنحة - الذيل - مقدمة الطائرة - أجهزة الهبوط (لاندق قير)))...الخ، وهندسة الطيران تنقسم بشكل رئيسي إلى ميكانيكا الطيران وإلكترونيات الطيران.
أولا: ميكانيكا الطيران تنقسم الدراسة فيها إلى ثلاثة أقسام رئيسية:
1-القسم العام General
2-هياكل Airframe
3-محركات Powerplant
ويدرس في القسم العام الرياضيات والفيزياء وبعض المواد المتعلقة بالطيران مثل اللبراغي وكذلك طريقة تصنيع وتطوير الطائرات.
أما قسم الهياكل فيدرس فيه طريقة إصلاح المشاكل في هيكل الطائرة وفيها أيضا مادة لحام ومادة sheet metal وهي كيفية إضافة قطعه في أي مكان في هيكل الطائرة في حال وجود ثقب أو صدأ أو حتى شقوق ويعتمدا التغيير على إمكانية طيران الطائرة) airwothiness بدون حدوث مشاكل تؤثر على سلامة الركاب بوجود الثقب.
وأما في قسم المحركات ما يحتاج وهو كيفية عمل وصيانة المحركات بأنواعها سواء النفاثة أو محركات السلندر.
ثانيا: إلكترونيات الطيران:
إلكترونيات الطيران أوالآفيونكس avionics وهذا القسم له أولويته في هذا المجال وخاصة عنصر التحكم في الطائرة من خلال autopilot الطيار الآلي أو من خلال main computer system كمبيوتر النظام الأساسي، ، وكما أن أكثر دراسة تطوير ولو تابعنا نهضة صناعة الطائرات في أكبر المصانع خاصة بوينغ وايرباص وغيرها نجد أن من أكثر أنواع النظم تطويرا وتحديثا لأهميته وللتسهيل وللبعد عن الخطاء البشري الذي ممكن يحدث سببه النسيان أو عدم الخبرة. ومن أجل ذلك كانت أهمية هذا القسم!!!
1- التحكم بنوعيه Controle Digital & Analog.
2- الدراسة التفصيلية للنظم الإلكترونية وخصائصها electronic system classifications.
3- جهاز الاستقبال المستخدم عن طريق الأقمار الصناعية GPS لمعرفة موقع الطائرة باستخدام الاتجاهات الثلاثة والزمن.
4- تشريعات الطيران regulations التي توضع من خلال ICAO هذه نماذج لأهم المواد المستخدمة في قسم هندسة الطائرات (افيونكس). ملحوظة هذه الدراسة بهذا القسم خاصة بالطائرات المدنية civilian airplanes وليس بالحربية military airplanes.

## اقرأ أيضا
- ذات المراوح الأربع